# 桨棘石虫
桨棘石虫（学名：Acantholithium dicopum）为星石虫科棘石虫属的动物。分布于太平洋、大西洋、地中海以及西沙群岛等。